# 일라이 릴리 앤드 컴퍼니
일라이 릴리 앤드 컴퍼니(영어: Eli Lilly and Company)는 미국 굴지의 제약 회사이다. 본사는 인디애나주 인디애나폴리스에 있다. 회사명은 창업자인 일라이 릴리에서 유래한 것이다.

## 연혁
일라이 릴리 앤드 컴퍼니는 1876년 미국 인디애나 주에서 설립되었다. 1923년에는 세계 최초로 인슐린 제제로서 실용화에 성공하였다. 1982년에는 세계 최초로 유전자 재조합에 의한 제재 · 인간 인슐린의 개발에 성공하였다.

## 제품
- 푸로작 (SSRI 계열 항우울제 - 플루옥세틴)
- 자이프렉사 (조현병 치료제 - 올란자핀)
- 스트라테라 (비습관성 ADHD 치료제 - 아토목세틴)
- 심발타 (SNRI 계열 장용성 항우울제 - 둘록세틴)
- 시알리스 (비뇨 생식기 용제 - 타달라필)